# 任毅
任毅（？年—？年），字？，山西省潞安府長子縣人，洪武二十七年（1394年）由縣學生貢入國子監。授經歷。陞蘇州府知府。因四川多事。改重慶府知府。二年後改開封府知府。永樂八年（1410年）召陞工部左侍郎。九年（1411年）以遲誤工程，降工部營繕司主事。後升員外、郎中致仕歸。